# Lee Hae-joon
Lee Hae-joon (이해준, né le 18 août 1973) est un réalisateur et scénariste sud-coréen connu pour ses films Cheonhajangsa Madonna (2006), Des nouilles aux haricots noirs (2009), et My Dictator (en) (2014).

## Biographie

### Comme scénariste
Lee Hae-joon étudie la publicité à l'Institut des arts de Séoul mais se fait rapidement un nom dans l'industrie cinématographique coréenne pour l'écriture de scénarios dans des genres divers, comme pour le court métrage de vampires Coming Out (en) (2000) de Kim Jee-woon, la comédie lycéenne Pumhaeng zero (2002) de Jo Geun-sik, la romance Au Revoir, UFO (en) (2004) de Kim Jin-min, et le thriller psychologique Antarctic Journal (2005) de Yim Pil-seong.

### Like a Virgin
En 2006, il co-écrit et co-réalise avec Lee Hae-young le film Cheonhajangsa Madonna avec Ryu Deok-hwan (en) dans le rôle d'une adolescente trans en surpoids qui idolâtre la chanteuse Madonna et rejoint l'équipe de ssireum de son lycée pour participer au tournoi national dans l'espoir d'utiliser l'argent du prix pour changer de sexe. La critique fait l'éloge des débuts des réalisateurs et de leur représentation d'un sujet sensible et potentiellement controversé, ce qui aboutit à plusieurs nominations et récompenses, dont celle de Meilleur(s) nouveau(x) réalisateur(s) aux Busan Film Critics Awards, de Meilleur scénario et Meilleur(s) nouveau(x) réalisateur(s) aux Blue Dragon Film Awards, de Meilleur(s) nouveau(x) réalisateur(s) aux Korean Film Awards, et de Meilleur scénario aux Baeksang Arts Awards. Like a Virgin est également invité à des festivals de films internationaux, comme dans la section Génération de la Berlinale 2007, et au Festival international du film de Singapour où il remporte le prix NETPAC.

### Des nouilles aux haricots noirs
Trois ans plus tard, Lee réalise son premier film tout seul, Des nouilles aux haricots noirs (2009), dans lequel il continue d'explorer de manière fantaisiste les thèmes de l'aliénation dans la vie moderne. Appelé en coréen « Les Aventures de Kim » ou « L'Île de Kim », Jeong Jae-jeong (en) y joue Mr Kim, un homme d'affaires qui, après une tentative de suicide, se retrouve coincé sur la minuscule île inhabitée de Bamseom (en) sur le Han au cœur de la métropole de Séoul, où il est observé par une hikikomori appelée Miss Kim (Jeong Ryeo-won) à travers le télescope de sa chambre, ce qui l'oblige à sortir à l'extérieur,. Lee qualifie le film de mélange entre comédie noire et comédie romantique et déclare avoir voulu donner aux spectateurs un message d'espoir. Comme pour son précédent film, Des nouilles aux haricots noirs fait le tour des festivals internationaux du film, remportant le prix NETPAC au Festival international du film de Hawaï, le Black Dragon Audience Award au Festival du film d'Extrême-Orient d'Udine, l'Audience Award au Festival du film asiatique de New York (en), et le Prix spécial du jury au Festival FanTasia. En 2011, CJ Entertainment annonce un remake américain réalisé par Mark Waters.
Malgré les éloges de la critique pour Like a Virgin et Des nouilles aux haricots noirs, les deux films sont des échecs au box-office national. Lee déclare qu'il a « réalisé que comme un réalisateur de films commerciaux, je ne peux simplement pas faire le film que je veux faire,[...] à la place, je dois considérer le public. J'ai dû comprendre le fait que mes intérêts ne correspondent pas toujours à ceux du public, et il y avait aussi la pression de faire un retour sur investissements dans mon film ».

### My Dictator
En 2014, Lee dirige Seol Kyeong-gu et Park Hae-il dans son troisième film, My Dictator (en). Se déroulant dans les années 1970, le film raconte l'histoire d'un acteur de théâtre (joué par Sol) engagé par les services de renseignements sud-coréens pour servir de doublure à Kim Il-sung lors de répétitions pour un sommet historique Nord-Sud entre Kim et Park Chung-hee. Lee déclare avec franchise : « Je pensais que je pouvais raconter une histoire sur un acteur et en même temps sur une personne qui vivait à une époque tumultueuse. [...] J'ai vu une fois une photo de mon père il y a longtemps. Il était si jeune. Mais j'étais curieux de savoir ce qui avait fait de mon père, qui était si jeune, un père semblable au dictateur qu'il était maintenant. Il semblait avoir traversé une époque où régnaient des dictateurs au Nord comme au Sud, il ne pouvait pas rester jeune. [...] Comme tous les pères de notre temps, il avait du mal à se montrer affectueux avec ses enfants. Je pense que ça m'a fait un peu mal aussi.[...] De cette façon, mon père a été quelqu'un qui m'a fait suivre ma propre voie. Maintenant que mon père est aujourd'hui malade et ne peut même plus parler correctement, je veux aborder et parler des choses qui me mettent le plus mal à l'aise avec lui à travers un film. Donc, dans un sens, My Dictator est un film dans lequel j'ai mis mon désir de me réconcilier avec mon père, ».

## Filmographie
- 2000 : Coming Out (en) (2000) - scénariste
- 2001 : Kick the Moon (en) (2001) - idée originale
- 2002 : Pumhaeng zero (2002) - scénariste
- 2004 : Au Revoir, UFO (en) (2004) - scénariste
- 2004 : Arahan (2004) - script
- 2005 : Antarctic Journal (2005) - scénariste
- 2006 : Cheonhajangsa Madonna (2006) - réalisateur, scénariste
- 2009 : Des nouilles aux haricots noirs (2009) - réalisateur, scénariste
- 2014 : Hard Day (2014) -  script
- 2014 : My Dictator (en) (2014) - réalisateur, scénariste
- 2017 : Golden Slumber (2017) - scénariste
- 2019 : Destruction finale (2019) - réalisateur

## Récompenses
- 2006 : 7e cérémonie des Busan Film Critics Awards : Meilleur nouveau réalisateur (Like a Virgin)
- 2006 : 27e cérémonie des Blue Dragon Film Awards : Meilleur nouveau réalisateur (Like a Virgin)
- 2006 : 27e cérémonie des Blue Dragon Film Awards : Meilleur scénario (Like a Virgin])
- 2006 : 5e cérémonie des Korean Film Awards : Meilleur nouveau réalisateur (Like a Virgin)
- 2007 : 43e cérémonie des Baeksang Arts Awards : Meilleur scénario (Like a Virgin)
- 2009 : 17e cérémonie des Chunsa Film Art Awards : Meilleur scénario (Des nouilles aux haricots noirs)